# 71-921
71-921 «Корсар» — российский двухсекционный пассажирский трамвайный вагон метровой колеи с полностью низким уровнем пола, созданный ООО «ПК Транспортные системы».

## История
Опытный образец «Корсара» должен был быть презентовать на международной промышленной выставке «ИННОПРОМ-2020», однако из-за пандемии COVID-19 сроки пришлось сдвинуть. В августе 2020 года начали сборку первого вагона в Твери. 30 ноября 2020 года состоялась презентация трамвая. На ней присутствовал заместитель министра промышленности и торговли Александр Морозов. После 15 декабря 2020 года паром должен был доставить первый вагон в Калининград для обкатки. 28 декабря 2020 года состоялась презентация трамвайного вагона в Калининграде.

### Выпуск
Данные по выпуску вагонов 71-921 по годам приведены в таблице:
| Год выпуска | Количество вагонов | Зав. номера |
| ----------- | ------------------ | ----------- |
| 2020        | 1                  | 1           |
| 2021        | 16                 | 2-17        |

## Конструкция

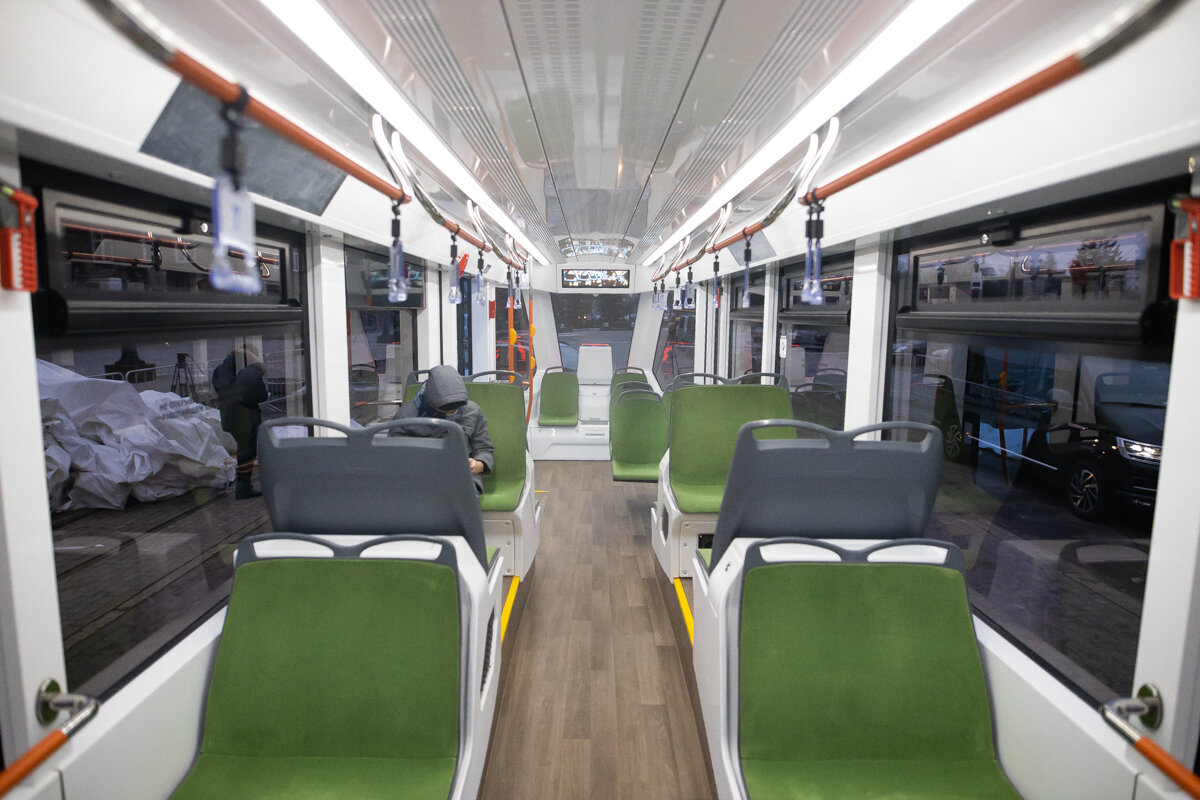
Салон вагона

Трамвайный вагон предназначен для 1000 миллиметровой колеи. Ширина кузова 2300 мм. В вагоне есть 29 сидячих мест, всего он вмещает 177 пассажиров. В нём также есть системы видеоконтроля, улучшенный климат-контроль, разъёмы для подзарядки, Wi-Fi-роутеры. Интерьер трамвая был почти полностью сделан из алюминиевых сплавов. Будет предусмотрена установка системы накопления энергии для подзарядки.

## Эксплуатация

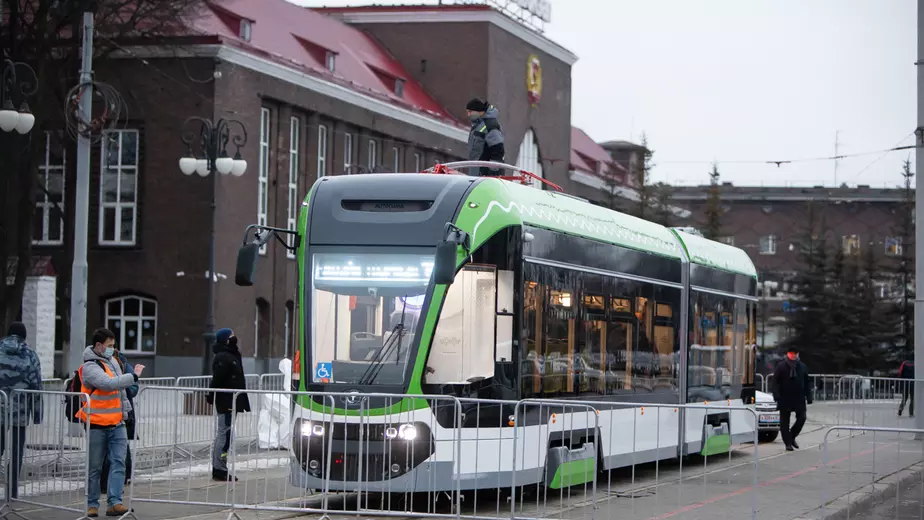
71-921 в Калининграде 21 января 2021 года

15 декабря 2020 года первый трамвай был доставлен для обкатки в Калининград. 28 декабря 2020 года состоялась презентация вагона, а 14 января 2021 года вагон совершил первую тестовую поездку по городу. До конца 2021 года планировалось закупить 16 «Корсаров» для Калининграда. 8 ноября 2021 года муниципальным предприятием «Калининград-ГорТранс» был объявлен повторный конкурс на оказание услуги лизинга на поставку 16 двухсекционных трамваев. 26 ноября был определен победитель на оказание лизинга. 17 декабря 2021 прибыли первые два вагона по паромной линии Усть-Луга - Балтийск. 1 февраля 2022 года они вышли на линию.

### Планируемые поставки
«ПК Транспортные системы» планируют поставить вагоны в Пятигорск. Ранее планировался экспорт в Сербию.